# Abu l-Fadl ibn Hasdai
Abu l-Fadl Hasdai ibn Yusuf ibn Hasdai (arabisch أبو الفضل حصداي بن يوسف بن حصداي, DMG Abū l-Faḍl Ḥaṣdāy b. Yūsuf b. Ḥaṣdāy, oft auch al-Fadl; * um 1050 in Saragossa, Spanien; † nach 1093 in Kairo?) war ein jüdischer Wesir am Hofe dreier Hudiden-Emire von Saragossa.

## Leben
Der Dichter und Sohn eines Dichters war zudem der Enkel des Chasdai ibn Schaprut (Wesir des Kalifen Abdarrahman III. in Córdoba). Ibn Hasdai galt als Schüler des Philosophen al-Qarmani (al-Kirmani) sowie Freund und Zeitgenosse von Bachja ibn Pakuda und Ibn Buklaris. Er selbst beschäftigte sich schon früh intensiv mit Arithmetik, Geometrie, Astronomie, Physik, Musik, Politikwissenschaft, Philosophie und Medizin. 
Der Hudiden-Emir Ahmad I. al-Muqtadir (1046–1081) beauftragte ihn mit der Erziehung seines Sohnes und Nachfolgers, um 1070 wurde Ibn Hasdai sogar selbst zum Nachfolger des verstorbenen Ali Yusuf Wesir in Saragossa. Als Politiker und Oberhaupt der jüdischen Gemeinde förderte er die Künste und Wissenschaften und war somit mitverantwortlich für die Blüte des muslimischen Saragossa in der Zeit der Taifa-Königreiche. Zur gleichen Zeit lenkte sein jüdischer Glaubensbruder Samuel ibn Naghrela (bis 1056, danach bis 1066 dessen Sohn Yusuf ibn Naghrela) die Geschicke des muslimischen Granada. Geschickt spielte Ibn Hasdai die christlichen Nachbarn Saragossas (Kastilien, Navarra, Aragonien, Barcelona) gegeneinander und gegen die muslimischen Nachbarn aus (Toledo, Valencia, Lleida, später auch Marokko) und sicherte das zweitmächtigste Kleinkönigreich Andalusiens auch für al-Muqtadirs Sohn al-Mu'tamin (1081–1085) und Enkel Ahmad II. al-Musta'in (1085–1110). Lange garantierten hohe Tributzahlungen an Kastilien-Leon, die Anwerbung des kastilischen Söldnerführers El Cid sowie ein Bündnis mit dem Abbadiden-Emirat Sevilla eine relative Unabhängigkeit Saragossas vor allem gegenüber Aragon, zuletzt gegen die Almoraviden aus Marokko.
Ebenso bibel- wie koranfest trat Ibn Hasdai nach 1090 zum Islam über, heiratete al-Musta'ins Schwester (Stiefschwester) Banafsay (Banafasay) und wurde schließlich Großwesir. Die Vertreter der jüdischen Gemeinde warfen ihm daraufhin Verrat, rivalisierende muslimische Wesire am Hof wiederum karrieristischen Ehrgeiz vor. Angeblich soll er auch das Amt des obersten muslimischen Richters angestrebt haben. Gemeinsam gelang beiden Gruppen schließlich der Sturz Ibn Hasdais, al-Musta'in schickte ihn daraufhin 1093 als Gesandten Saradissas fort an den Hof den ägyptischen Sultans in Kairo. Von dort aus soll Ibn Hasdai dann auch zur Pilgerfahrt nach Mekka aufgebrochen sein, über seinen Tod gibt es aber keine weiteren Überlieferungen mehr.